# Raionul Brovarî, Kiev
Brovarî (în ucraineană Броварський район, transliterat: Brovarskîi raion) este un raion în regiunea Kiev, Ucraina. Are reședința la Brovarî.
Are o suprafață de 2.883,1 km². Populația este de 240.700 locuitori, determinată în 2020.